# Xurşud
Xurşud è un comune dell'Azerbaigian situato nel distretto di Salyan. Conta una popolazione di 708 abitanti.